# Cross de Hannut
Le cross de Hannut, aussi Lotto Cross Cup de Hannut, est une course annuelle de cross-country qui a lieu à Hannut, dans la province belge de Liège.
La première édition de cette compétition s'est déroulée en 1941. Alors que jusqu'en 1976, elle était réservée aux hommes, depuis 1977, une course a été créée pour les femmes.
La cross de Hannut est une course comptant pour la Cross Cup.
En 2012, 2013, 2016 et depuis 2018 le cross de Hannut fait office de championnat  de cross-country pour la Ligue belge francophone d'athlétisme (LBFA).

## Palmarès

### Premiers vainqueurs (hommes)
| Édition                                | Année | Hommes               | Pays        | Temps (m:s) |
| -------------------------------------- | ----- | -------------------- | ----------- | ----------- |
| 1                                      | 1941  | P Willems            | Belgique    |             |
| 2                                      | 1942  | Eduard Schroeven     | Belgique    |             |
| 3                                      | 1943  | Gaston Reiff         | Belgique    |             |
| 4                                      | 1944  | Eduard Schroeven     | Belgique    |             |
| Non organisé (Seconde Guerre mondiale) |       |                      |             |             |
| 5                                      | 1947  | Gaston Reiff         | Belgique    |             |
| 6                                      | 1948  | Emile Renson         | Belgique    |             |
| 7                                      | 1949  | Raphaël Pujazon      | France      |             |
| 8                                      | 1950  | Lucien Theys         | Belgique    |             |
| 9                                      | 1951  | Marcel Vandewattyne  | Belgique    | 34:02       |
| 10                                     | 1952  | Marcel Vandewattyne  | Belgique    |             |
| 11                                     | 1953  | Marcel Vandewattyne  | Belgique    |             |
| 12                                     | 1954  | Ken Norris           | Royaume-Uni |             |
| 13                                     | 1955  | Gordon Pirie         | Royaume-Uni | 43:05       |
| 14                                     | 1956  | Derek Ibbotson       | Royaume-Uni |             |
| 15                                     | 1957  | Ken Norris           | Royaume-Uni | 36:29       |
| 16                                     | 1958  | Franjo Mihalić       | Yougoslavie | 33:52.8     |
| 17                                     | 1959  | Marcel Vandewattyne  | Belgique    | 32:38       |
| 18                                     | 1960  | Hedwig Leenaert      | Belgique    | 35:51       |
| 19                                     | 1961  | Rhadi Ben Abdesselam | France      | 39:27       |
| 20                                     | 1962  | Gaston Roelants      | Belgique    | 37:48.2     |
| 21                                     | 1963  | Tim Johnston         | Royaume-Uni | 32:07.7     |
| 22                                     | 1964  | Gaston Roelants      | Belgique    | 32:41.2     |
| 23                                     | 1965  | Gaston Roelants      | Belgique    | 31:49.0     |
| 24                                     | 1966  | Gaston Roelants      | Belgique    | 32:20       |
| 25                                     | 1967  | Gaston Roelants      | Belgique    | 26:38.4     |
| 26                                     | 1968  | Lachlan Stewart      | Royaume-Uni | 27:08       |
| 27                                     | 1969  | Gaston Roelants      | Belgique    | 27:25       |
| 28                                     | 1970  | René Goris           | Belgique    | 26:56       |
| 29                                     | 1971  | Willy Polleunis      | Belgique    |             |
| 30                                     | 1972  | Gaston Roelants      | Belgique    |             |
| 31                                     | 1973  | Emiel Puttemans      | Belgique    | 24:10       |
| 32                                     | 1974  | Emiel Puttemans      | Belgique    | 24:04       |
| 33                                     | 1975  | Emiel Puttemans      | Belgique    | 24:33       |
| 34                                     | 1976  | Eddy Van Mullem      | Belgique    | 28:13       |

### Palmarès (hommes et dames)

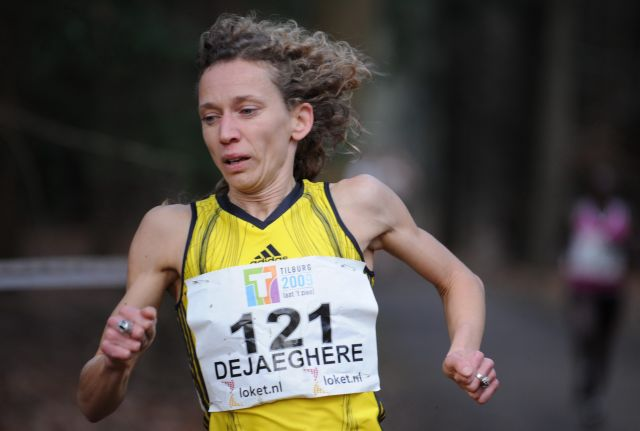
La Belge Veerle Dejaeghere, victorieuse en 2000.

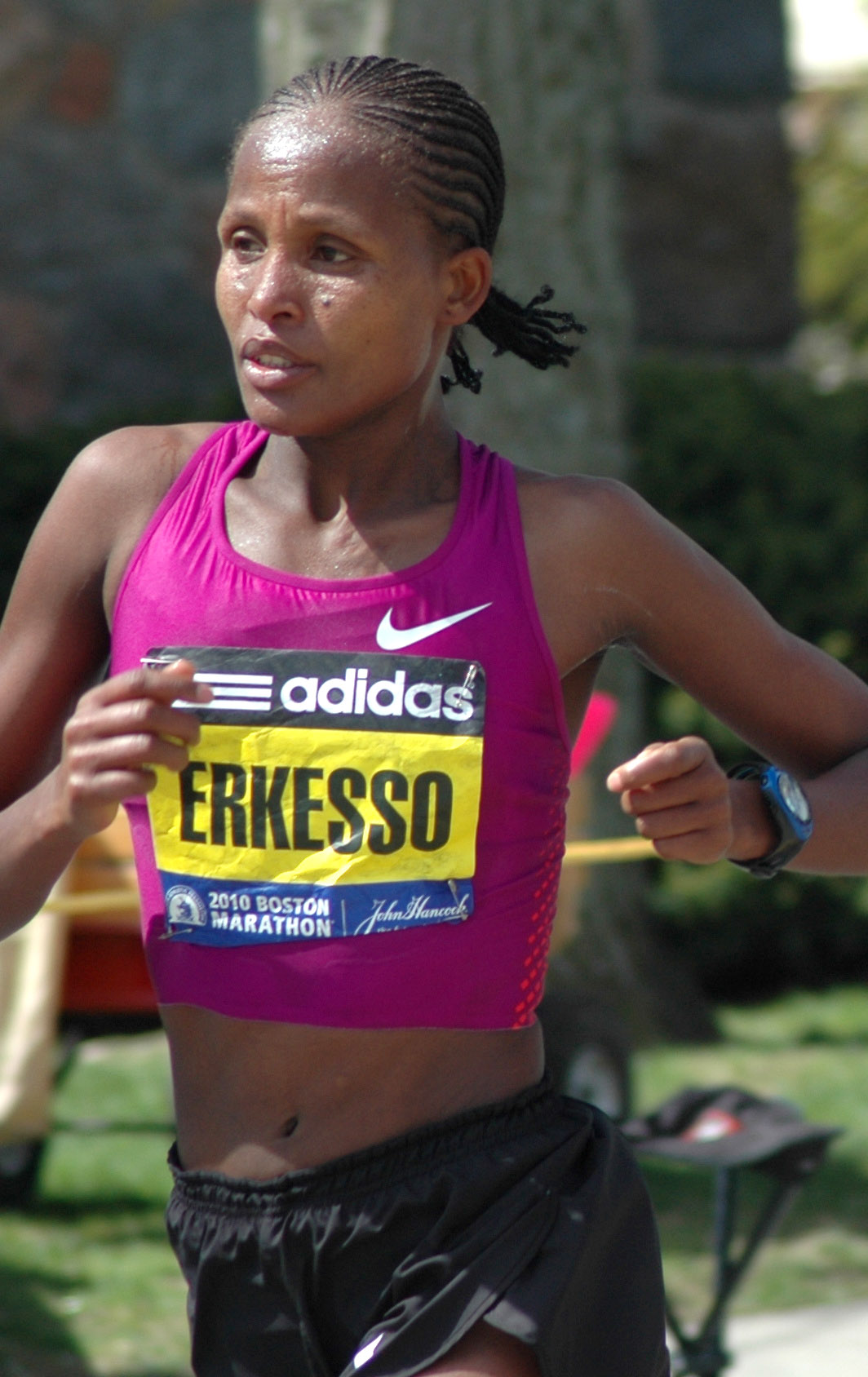
L'Éthiopienne Teyba Erkesso, victorieuse en 2004.

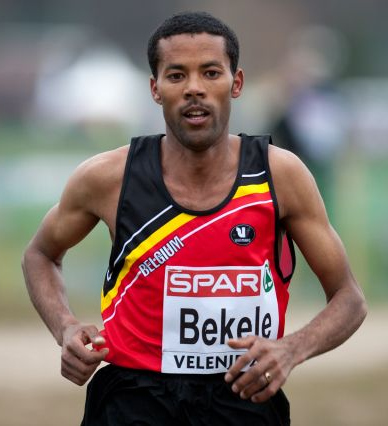
Le Belge Atelaw Yeshetela, vainqueur en 2011.

| Édition                                                                            | Année           | Hommes                | Pays               | Temps (m:s) | Dames                    | Pays        | Temps (m:s) |
| ---------------------------------------------------------------------------------- | --------------- | --------------------- | ------------------ | ----------- | ------------------------ | ----------- | ----------- |
| 35                                                                                 | 1977            | Detlef Uhlemann       | Allemagne de l'Est | 21:22       | Sonja Castelein          | Belgique    |             |
| 36                                                                                 | 1978            | Valdur Koha           | Allemagne de l'Est |             | ?                        |             |             |
| 37                                                                                 | 1979            | Alex Hagelsteens      | Belgique           |             | Lucienne Michaux         | Belgique    |             |
| 38                                                                                 | 1980            | Fernando Mamede       | Portugal           | 26:23.3     | Maria Steels             | Belgique    |             |
| 39                                                                                 | 1981            | Léon Schots           | Belgique           |             | Véronique Collard        | Belgique    |             |
| 40                                                                                 | 1982            | Jacques Boxberger     | France             |             | ?                        |             |             |
| Non tenu en 1983 car la compétition a été déplacée de novembre 1983 à février 1984 |                 |                       |                    |             |                          |             |             |
| 41                                                                                 | 1984            | Eddy De Pauw          | Belgique           | 35:06.1     | Francine Peeters         | Belgique    |             |
| 42                                                                                 | 1985            | Nathaniel Muir        | Royaume-Uni        |             | Betty Van Steenbroeck    | Belgique    |             |
| 43                                                                                 | 1986            | Vincent Rousseau      | Belgique           |             | Betty Van Steenbroeck    | Belgique    |             |
| 44                                                                                 | 1987            | Roger Hackney         | Royaume-Uni        | 39:29       | Ria Van Landeghem        | Belgique    | 17:35       |
| 45                                                                                 | 1988            | Vincent Rousseau      | Belgique           |             | Véronique Collard        | Belgique    |             |
| 46                                                                                 | 1989            | António Pinto         | Portugal           | 32:12       | Marleen Renders          | Belgique    | 21:06.0     |
| 47                                                                                 | 1990            | Richard Nerurkar      | Royaume-Uni        | 33:39       | Véronique Collard        | Belgique    | 20:01       |
| 48                                                                                 | 1991            | Vincent Rousseau      | Belgique           |             | Marcianne Mukamurenzi    | Rwanda      |             |
| 49                                                                                 | 1992            | Vincent Rousseau      | Belgique           | 27:35       | Lieve Slegers            | Belgique    | 16:54       |
| 50                                                                                 | 1993            | Vincent Rousseau      | Belgique           |             | Ingrid Delagrange        | Belgique    |             |
| 51                                                                                 | 1994            | Ruddy Walem           | Belgique           |             | Ingrid Delagrange        | Belgique    |             |
| 52                                                                                 | 1995            | Laban Chege           | Kenya              |             | Selina Chirchir          | Kenya       |             |
| 53                                                                                 | 1996            | Benoît Zwierzchiewski | France             | 34:12       | Elena Fidatov            | Roumanie    | 19:34       |
| 54                                                                                 | 1997            | Mohammed Mourhit      | Belgique           | 35:15       | Getenesh Urge            | Éthiopie    | 20:22       |
| 55                                                                                 | 1998            | Mohammed Mourhit      | Belgique           | 29:56       | Elena Fidatov            | Roumanie    | 18:38       |
| 56                                                                                 | 1999            | Ovidiu Tat            | Roumanie           | 33:12       | Anja Smolders            | Belgique    | 18:45       |
| 57                                                                                 | 2000            | Tom Compernolle       | Belgique           | 33:44       | Veerle Dejaeghere        | Belgique    | 19:17       |
| 58                                                                                 | 2001            | Tom Van Hooste        | Belgique           | 36:31       | Anja Smolders            | Belgique    | 19:29       |
| 59                                                                                 | 2002            | Shadrack Kosgei       | Kenya              | 36:49       | Liz Yelling              | Royaume-Uni | 19:59       |
| 60                                                                                 | 2003            | Shadrack Kosgei       | Kenya              | 37:56       | Lenah Cheruiyot          | Kenya       | 20:24       |
| 61                                                                                 | 2004            | Wilson Chemweno       | Kenya              | 35:15       | Teyba Erkesso            | Éthiopie    | 18:46       |
| 62                                                                                 | 2005            | Luke Kipkosgei        | Kenya              | 34:53       | Benita Johnson           | Australie   | 18:34       |
| 63                                                                                 | 2006            | Mike Kigen            | Kenya              | 32:51       | Girma Chaltu             | Éthiopie    | 17:49       |
| 64                                                                                 | 2007            | Simon Arusei          | Kenya              | 35:11       | Florence Chebet          | Kenya       | 18:53       |
| 65                                                                                 | 2008            | Leonard Patrick Komon | Kenya              | 33:42       | Linet Masai              | Kenya       | 18:09       |
| 66                                                                                 | 2009            | Dino Sefir            | Éthiopie           | 32:57       | Margaret Wangari Muriuki | Kenya       | 18:15       |
| 67                                                                                 | 2010            | Onèsphore Nkunzimana  | Burundi            | 31:06       | Almensh Belete           | Éthiopie    | 19:25       |
| 68                                                                                 | 2011            | Atelaw Yeshetela      | Belgique           | 32:17       | Gemma Steel              | Royaume-Uni | 19:58       |
| 69                                                                                 | 2012            | Conseslus Kipruto     | Kenya              | 31:22       | Valentine Kipketer       | Kenya       | 21:17       |
| 70                                                                                 | 2013            | Ayalew Aweke          | Bahreïn            | 30:16       | Sofia Assefa             | Éthiopie    | 20:40       |
| 71                                                                                 | 2014            | Titus Mbishei         | Kenya              | 26:43       | Birtukan Adamu           | Éthiopie    | 20:16       |
| 72                                                                                 | 2015            | Dame Tasama           | Éthiopie           | 32:52       | Louise Carton            | Belgique    | 22:04       |
| 73                                                                                 | 2016            | Dame Tasama           | Éthiopie           | 28:27       | Alemu Birtukan           | Éthiopie    | 18:53       |
| 74                                                                                 | 22 janvier 2017 | Andy Vernon           | Royaume-Uni        | 26:54       | Adamu Ali Birthukan      | Éthiopie    | 20:17       |
| 75                                                                                 | 2018            | Soufiane Bouchikhi    | Belgique           | 29:11       | Adamu Ali Birthukan      | Éthiopie    | 22:02       |
| 76                                                                                 | 2019            | Thomas Ayeko          | Ouganda            | 25:27       | Anna Gosk                | Pologne     | 19:30       |
| 77                                                                                 | 2020            | Samuel Fitwi          | Allemagne          | 30:07       | Anna Gosk                | Pologne     | 23:27       |
| -                                                                                  | 2021            | Annulée (Covid 19)    |                    |             | Annulée (Covid 19)       |             |             |
| 78                                                                                 | 2022            | Samuel Fitwi          | Allemagne          | 28:51       | Chemutai Peruth          | Ouganda     | 20:43       |
| 79                                                                                 | 2023            | Yann Schrub           | France             | 28:29       | Daniel Rahel             | Érythrée    | 28:41       |
| 80                                                                                 | 2024            | Yves Nimubona         | Rwanda             | 28:29       | Edina Jebitok            | Kenya       | 31:01       |
| 81                                                                                 | 2025            | Rogers Kibet          | Ouganda            | 27:03       | Sheila Jebet             | Kenya       | 31:01       |

## Palmarès championnat LBFA à Hannut Cross long Séniors
| Année | Homme                           | Pays                            | Temps (m:s)                     | Femme                           | Pays                            | Temps (m:s)                     |
| 2012  | Peter Desmet                    | Belgique                        | ?                               | Ferahiwat Gamachu Tulu          | Belgique/Éthiopie               | ?                               |
| 2013  | Abdelhadi El Hachimi            | Belgique                        | ?                               | C.Michel                        | Belgique                        | ?                               |
| 2014  | Championnat LBFA disputé à Dour | Championnat LBFA disputé à Dour | Championnat LBFA disputé à Dour | Championnat LBFA disputé à Dour | Championnat LBFA disputé à Dour | Championnat LBFA disputé à Dour |
| 2015, | Championnat LBFA disputé à Dour | Championnat LBFA disputé à Dour | Championnat LBFA disputé à Dour | Championnat LBFA disputé à Dour | Championnat LBFA disputé à Dour | Championnat LBFA disputé à Dour |
| 2016  | Jeroen D'hoedt                  | Belgique                        | ?                               | Stéphanie Barnes                | Belgique                        | ?                               |
| 2017  | Championnat LBFA disputé à Dour | Championnat LBFA disputé à Dour | Championnat LBFA disputé à Dour | Championnat LBFA disputé à Dour | Championnat LBFA disputé à Dour | Championnat LBFA disputé à Dour |
| 2018  | Soufiane Bouchikhi              | Belgique                        | 29:11                           | Imana Truyers                   | Belgique                        | ?                               |
| 2019  | Jeroen D'hoedt                  | Belgique                        | ?                               | Élise Vanderelst                | Belgique                        | ?                               |
| 2020  | Soufiane Bouchikhi              | Belgique                        | 30:07                           | Stéphanie Barnes                | Belgique                        | ?                               |
| 2021  | Annulée (Covid 19)              |                                 |                                 | Annulée (Covid 19)              |                                 |                                 |
| 2022  | Lucas Da Silva                  | Belgique                        | 29:41                           | Chloé Herbiet                   | Belgique                        | 22:59                           |
| 2023  | Lucas Da Silva                  | Belgique                        | 29:10                           | Chloé Herbiet                   | Belgique                        | 29:18                           |
| 2024  | Tancrède Crickillon             | Belgique                        | 29:31                           | Jana Van Lent                   | Belgique                        | 33:18                           |
| 2025  | Ruben Querinjean                | Belgique/Luxembourg             | 27:48                           | Chloé Herbiet                   | Belgique                        | 31:38                           |

## Palmarès championnat LBFA à Hannut Cross court Séniors
| Année | Homme                           | Pays                            | Temps (m:s)                     | Femme                           | Pays                            | Temps (m:s)                     |
| 2012  | Goeffrey Marrion                | Belgique                        | ?                               | Aline Gérardy                   | Belgique                        | ?                               |
| 2013  | K.Ruel                          | Belgique                        | ?                               | Nathalie Loubele                | Belgique                        | ?                               |
| 2014  | Championnat LBFA disputé à Dour | Championnat LBFA disputé à Dour | Championnat LBFA disputé à Dour | Championnat LBFA disputé à Dour | Championnat LBFA disputé à Dour | Championnat LBFA disputé à Dour |
| 2015, | Championnat LBFA disputé à Dour | Championnat LBFA disputé à Dour | Championnat LBFA disputé à Dour | Championnat LBFA disputé à Dour | Championnat LBFA disputé à Dour | Championnat LBFA disputé à Dour |
| 2016  | Ismaël Debjani                  | Belgique                        | ?                               | C.Jacobs                        | Belgique                        | ?                               |
| 2017  | Championnat LBFA disputé à Dour | Championnat LBFA disputé à Dour | Championnat LBFA disputé à Dour | Championnat LBFA disputé à Dour | Championnat LBFA disputé à Dour | Championnat LBFA disputé à Dour |
| 2018  | Jeroen D'hoedt                  | Belgique                        | ?                               | Louise Hayez                    | Belgique                        | ?                               |
| 2019  | Valere Hustin                   | Belgique                        | ?                               | E.Henrad                        | Belgique                        | ?                               |
| 2020  | Clément Deflandre               | Belgique                        | ?                               | M.Wesch                         | Belgique                        | ?                               |
| 2021  | Annulée (Covid 19)              |                                 |                                 | Annulée (Covid 19)              |                                 |                                 |
| 2022  | Ruben Querinjean                | Belgique/Luxembourg             | 4:44                            | Élise Vanderelst                | Belgique                        | 4:56                            |
| 2023  | Ziad Audah                      | Belgique                        | 6:03                            | Aline Gerardy                   | Belgique                        | 5:30                            |
| 2024  | Ziad Audah                      | Belgique                        | 6:10                            | Lucie Grandjean                 | Belgique                        | 7:20                            |
| 2025  | Antoine Sénard                  | Belgique                        | 6:23                            | Juliette Secretin               | Belgique                        | 7:46                            |

## Palmarès championnat LBFA à Hannut Juniors (U20)
| Année | Homme                           | Pays                            | Temps (m:s)                     | Femme                           | Pays                            | Temps (m:s)                     |
| 2012  | Dorian Fintolini                | Belgique                        | ?                               | G.Simon                         | Belgique                        | ?                               |
| 2013  | Y.Bouissane                     | Belgique                        | ?                               | Marine Lecart                   | Belgique                        | ?                               |
| 2014  | Championnat LBFA disputé à Dour | Championnat LBFA disputé à Dour | Championnat LBFA disputé à Dour | Championnat LBFA disputé à Dour | Championnat LBFA disputé à Dour | Championnat LBFA disputé à Dour |
| 2015, | Championnat LBFA disputé à Dour | Championnat LBFA disputé à Dour | Championnat LBFA disputé à Dour | Championnat LBFA disputé à Dour | Championnat LBFA disputé à Dour | Championnat LBFA disputé à Dour |
| 2016  | Dorian Boulvin                  | Belgique                        | ?                               | E.Andre                         | Belgique                        | ?                               |
| 2017  | Championnat LBFA disputé à Dour | Championnat LBFA disputé à Dour | Championnat LBFA disputé à Dour | Championnat LBFA disputé à Dour | Championnat LBFA disputé à Dour | Championnat LBFA disputé à Dour |
| 2018  | Lucas Da Silva                  | Belgique                        | ?                               | Mathilde Deswaef                | Belgique                        | ?                               |
| 2019  | Brice Degey                     | Belgique                        | ?                               | Juliette Thomas                 | Belgique                        | ?                               |
| 2020  | Ruben Querinjean                | Belgique/Luxembourg             | ?                               | Lucie Doison                    | Belgique                        | ?                               |
| 2021  | Annulée (Covid 19)              |                                 |                                 | Annulée (Covid 19)              |                                 |                                 |
| 2022  | Régise Thibert                  | Belgique                        | 21:04                           | Sophie Laloux                   | Belgique                        | 15:30                           |
| 2023  | Régise Thibert                  | Belgique                        | 19:45                           | Elia Cappa                      | Belgique                        | 17:22                           |
| 2024  | Simon Jeukenne                  | Belgique                        | 16:31                           | Iris Theunis                    | Belgique                        | 19:45                           |
| 2025  | Willem Renders                  | Belgique                        | 16:15                           | Julie Charlier                  | Belgique                        | 20:47                           |